# Alexandr Gofman
Alexandr Bencionovič Gofman (rusky Алекса́ндр Бенцио́нович Го́фман; 14. srpna 1945 v Stalingradu, Sovětský svaz) je sovětský a ruský sociolog, profesor.

## Životopis
V roce 1968 absolvoval s vyznamenáním 
Petrohradský pedagogický státní institut. V roce 1971 obhájil kandidátskou práci pod vedením prof. Igora Kona. Roku 1994 
v Sociologickém ústavu RAV dosáhl vědecké hodnosti doktora věd. Uveřejnil kolem 500 vědeckých prací.

## Překlady do češtiny
- GOFMAN, A.; KOVALJOV, A., 1982. NATURALlSMUS V SOCIOLOGII 19. A POCÁTKU 20. STOLETÍ. In: KON, Igor. Dějiny buržoazní sociologie 19. a začátku 20. století. Praha: Svoboda.